# Jefferson von Pfeil und Klein-Ellguth
Jefferson von Pfeil und Klein-Ellguth (12 de julho de 1967) é o filho do conde Frederico-Augusto Rüdiger Albrecht von Pfeil und Klein-Ellguth e Astrid Maria Andres.

## Casamento
Ele se casou com a princesa Alexandra de Sayn-Wittgenstein-Berleburg em 6 de junho de 1998,  tornando-se o marido de um membro da família real dinamarquesa.
Sua esposa é filha da princesa Benedita da Dinamarca, cuja irmã mais velha é a rainha Margarida II. O casal se casou em Palácio de Gravenstein. De acordo com um artigo no Copenhagen Post, a princesa Alexandra foi concedida a nacionalidade dinamarquesa pouco antes de seu casamento. O casal namorava durante a sua adolescência na Louisenlund School, na Alemanha. 
Eles se divorciaram oficialmente no ano de 2017

## Família
O casal residiu em Paris , onde Jefferson foi diretor administrativo do banco Sal suíço.
Desde 2013, eles vivem em Heidesheim, Alemanha, perto de Mainz. 
Eles têm dois filhos:
- Ricardo von Pfeil und Klein-Ellguth (14 de detembro de 1999, Copenhagen University Hospital, Rigshospitalet). Ricardo foi batizado na capela do Schloss Berleburg, Bad Berleburg, Alemanha, em 18 de dezembro de 1999. Seus padrinhos são seu tio Gustavo, Príncipe Herdeiro de Sayn-Wittgenstein-Berleburg, primoo de sua mãe, príncipe Nicolau da Grécia e Dinamarca e príncipe Filipe de Hesse, a princesa Marta Luísa da Noruega, a prima de seu pai a condessa Andrea von Pfeil-Haag, e amigo da família Nadine Kettaneh-Farah. [4]
- Ingrid von Pfeil und Klein-Ellguth (16 de agosto de 2003, Hospital Universitário de Copenhague). Ingrid foi batizada na capela do Schloss Berleburg, Bad Berleburg, Alemanha. Seus padrinhos são Frederico, Príncipe Herdeiro da Dinamarca, o príncipe Jorge de Sayn-Wittgenstein-Hohenstein, Martin Bleyer, a princesa Alexia da Grécia e Dinamarca, a princesa Natália de Sayn-Wittgenstein-Berleburg, e a condessa Bettina von Pfeil und Klein-Ellguth.

## Títulos e estilos
- 12 de julho de 1967 - presente: Sua Alteza Ilustríssima o conde Jefferson von Pfeil und Klein-Ellguth